# Колеко телстар аркејд
Coleco Telstar Arcade (Telstar Arcade) је био фирме Coleco који је почео да се производи у Сједињеним Америчким Државама од 1977. године.
Користио је MOS Technology MPS-7600 микроконтролер у сваком кертриџу као микропроцесор.
Уграђене су игре 1 - Road Race/Tennis/Quick Draw.

## Детаљни подаци
Детаљнији подаци о конзоли Telstar Arcade су дати у табели испод.
|                       |                           |
| [ 1 ]                 |                           |
| Произвођач            |                           |
| Тип                   | играчка конзола           |
| Меморија              |                           |
| Поријекло             | Сједињене Америчке Државе |
| Година                | 1977                      |
| Тастатура             | 2 палице, волан и пиштољ  |
| Процесор              | у сваком кертриџу         |
| Фреквенција процесора |                           |
| RAM                   |                           |
| ROM                   |                           |
| Текст                 |                           |
| Графика               | TV излаз                  |
| Боја                  | да                        |
| Звук                  | уграђени мали звучник     |
| Димензије             |                           |
| Портови               |                           |
| Оперативни систем     | уграђене игре             |